# Memorex

Ancien logo

Memorex est un constructeur de matériel informatique, fondé en 1961 dans la Silicon Valley.

## Description
Laurence L. Spitters, Arnold T. Challman, Donald F. Eldridge et W. Lawrence Noon fondent Memorex en 1961, dans la Silicon Valley. L'entreprise débuta en produisant des bandes magnétiques pour l'informatique, et ajouta ensuite d'autres produits à son offre, par exemple des groupes de plateaux pour disques durs à partir de 1966.
Par la suite, l'entreprise se lança dans la fabrication (sous-traitée) et surtout la commercialisation d'appareils informatiques compatibles avec les ordinateurs IBM : écrans de terminaux, dérouleurs de bandes, disques, imprimantes... puis matériel micro-informatique. On notera par exemple le terminal 2078 compatible avec la norme 3070.

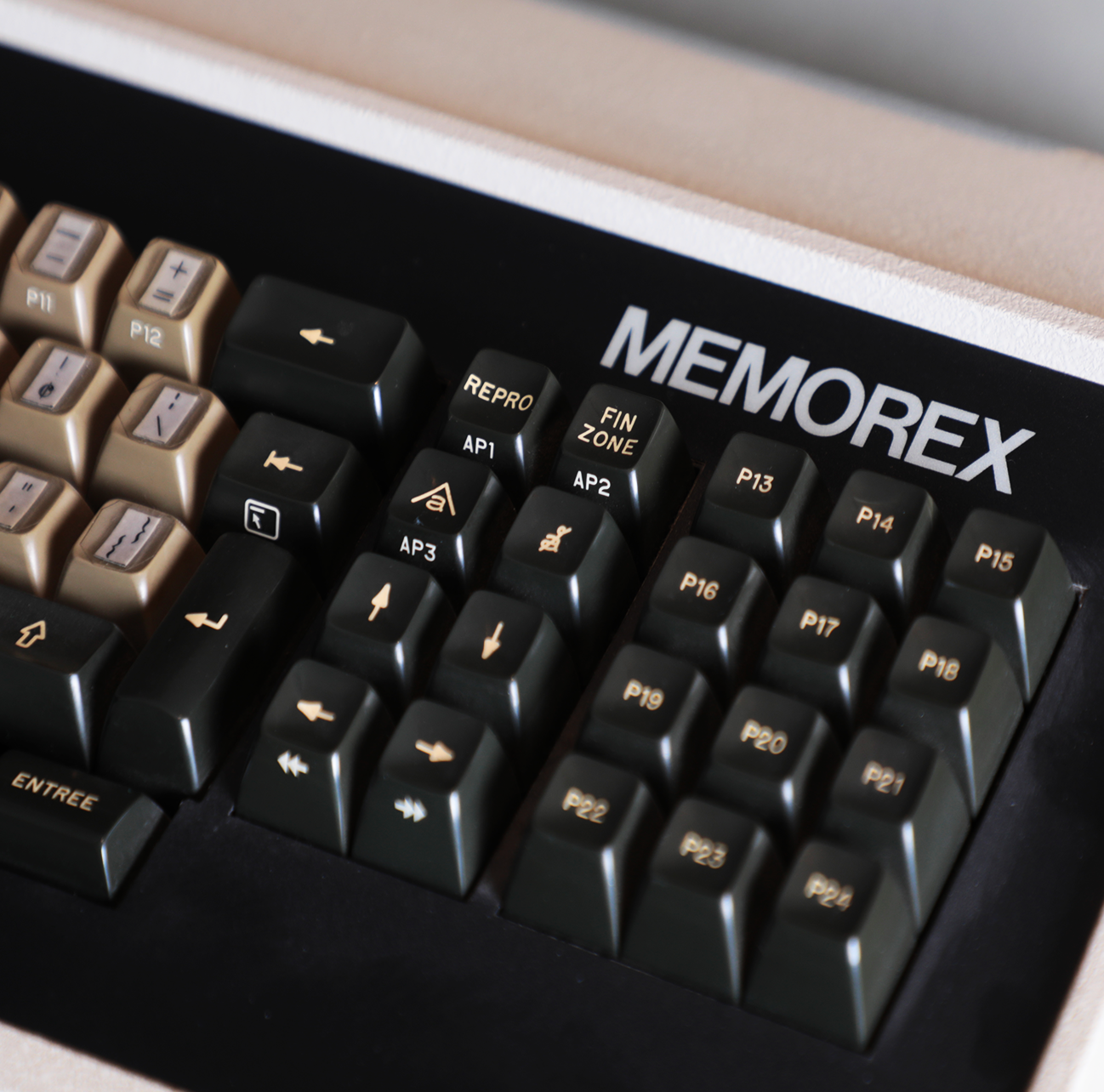
Détail haut et droite du clavier d'un terminal Memorex 2078